# 永犬丸
永犬丸（えいのまる）は福岡県北九州市八幡西区の地名。永犬丸一丁目から五丁目の町がある。住居表示実施済み。郵便番号は807-0851。

## 地理
八幡西区の中部西側に位置し、北に則松、北東に八枝、東に里中、南に三ケ森、西に永犬丸西町，鷹見台および泉ケ浦と接する。

### 河川
- 二級河川 金山川

## 地域の特徴
南縁を県道48号中間引野線が走り、南東端から入り北部東縁に沿って県道281号下上津役折尾線が走る。県道沿いには飲食店などの商業施設もあるが、大部分は住宅街となっている。二丁目に鷹見神社，四丁目に永犬丸中学校がある。

## 歴史
この辺りには岩淵、前原、宮ノ谷、香ノ子、鳴泉、北浦といった字が存在していた。昭和後期には永犬丸西町二丁目交差点付近にスーパー大栄永犬丸店，パン屋，化粧品店，文房具店，書店，薬局などが軒を連ね、さらに約170m北北西には丸和南八幡店があり、食料品や日用品はこの辺りで揃えることができた。

### 地名の由来
地名の由来としては、大昔この地域まで洞海湾の入江だった頃に行き来していた船の名前であるという説や、恵犬丸氏の名田が地名になったという説がある。

### 沿革
- 1977年（昭和52年）6月1日 - 永犬丸一丁目新設[7][8]。
- 1978年（昭和53年）6月1日 - 永犬丸二丁目 - 五丁目新設[9][10]。
- 1989年（平成元年）6月1日 - 大字永犬丸の一部が永犬丸五丁目に編入[11][12]。

### 町名の変遷
| 実施内容          | 実施年月日               | 実施後       | 実施前           |
| ----------------- | ------------------------ | ------------ | ---------------- |
| 町名新設 住居表示 | 1977年（昭和52年）6月1日 | 永犬丸一丁目 | 大字永犬丸の一部 |
| 町名新設 住居表示 | 1978年（昭和53年）6月1日 | 永犬丸二丁目 | 大字永犬丸の一部 |
| 町名新設 住居表示 | 1978年（昭和53年）6月1日 | 永犬丸三丁目 | 大字永犬丸の一部 |
| 町名新設 住居表示 | 1978年（昭和53年）6月1日 | 永犬丸四丁目 | 大字永犬丸の一部 |
| 町名新設 住居表示 | 1978年（昭和53年）6月1日 | 永犬丸五丁目 | 大字永犬丸の一部 |

## 世帯数と人口
2025年（令和7年）3月31日現在（北九州市発表）の世帯数と人口は以下の通りである。
| 町           | 世帯数    | 人口    |
| ------------ | --------- | ------- |
| 永犬丸一丁目 | 206世帯   | 498人   |
| 永犬丸二丁目 | 379世帯   | 841人   |
| 永犬丸三丁目 | 286世帯   | 577人   |
| 永犬丸四丁目 | 249世帯   | 487人   |
| 永犬丸五丁目 | 296世帯   | 600人   |
| 計           | 1,416世帯 | 3,003人 |

### 人口の変遷
国勢調査による人口の推移。
| 1995年（平成7年）  | 2,997人 | [ 13 ] |  |
| 2000年（平成12年） | 2,879人 | [ 14 ] |  |
| 2005年（平成17年） | 3,035人 | [ 15 ] |  |
| 2010年（平成22年） | 2,911人 | [ 16 ] |  |
| 2015年（平成27年） | 2,946人 | [ 17 ] |  |
| 2020年（令和2年）  | 2,837人 | [ 18 ] |  |

### 世帯数の変遷
国勢調査による世帯数の推移。
| 1995年（平成7年）  | 972世帯   | [ 13 ] |  |
| 2000年（平成12年） | 1,088世帯 | [ 14 ] |  |
| 2005年（平成17年） | 1,182世帯 | [ 15 ] |  |
| 2010年（平成22年） | 1,147世帯 | [ 16 ] |  |
| 2015年（平成27年） | 1,183世帯 | [ 17 ] |  |
| 2020年（令和2年）  | 1,221世帯 | [ 18 ] |  |

## 学区
市立小・中学校に通う場合、学区は以下の通りとなる。
| 町           | 街区 | 小学校                   | 中学校                 |
| ------------ | ---- | ------------------------ | ---------------------- |
| 永犬丸一丁目 | 全域 | 北九州市立八枝小学校     | 北九州市立永犬丸中学校 |
| 永犬丸二丁目 | 全域 | 北九州市立八枝小学校     | 北九州市立永犬丸中学校 |
| 永犬丸三丁目 | 全域 | 北九州市立八枝小学校     | 北九州市立永犬丸中学校 |
| 永犬丸四丁目 | 全域 | 北九州市立八枝小学校     | 北九州市立永犬丸中学校 |
| 永犬丸五丁目 | 全域 | 北九州市立永犬丸西小学校 | 北九州市立永犬丸中学校 |

## 交通

### バス
域内のバス停と系統は以下のとおりである。
| 運行事業者 | 運行事業者     | 西鉄バス北九州 | 西鉄バス北九州 | 西鉄バス北九州 | 西鉄バス北九州 |
| 系統       | 系統           | 57             | 74             | 74-1           | 77             |
| 停留所     | 永犬丸四丁目   | ○              |                |                | ○              |
| 停留所     | 八枝五丁目     | ○              |                |                | ○              |
| 停留所     | 永犬丸         | ○              | ○              | ○              | ○              |
| 停留所     | 五郎丸東公園前 |                | ○              | ○              |                |

### 道路
- 県道48号中間引野線
- 県道281号下上津役折尾線

## 施設

### 教育施設
- 八幡みなみ幼稚園
- 北九州市立永犬丸中学校

### 商業施設
- 業務スーパー 永犬丸店

### 寺社
- 鷹見神社

### 公園
- 前ノ原公園
- 永犬丸二丁目公園
- 永犬丸二丁目北公園
- 永犬丸四丁目公園
- 五郎丸東公園

## 史跡
- 北浦廃寺